# MFÖ
MFÖ (Mazhar-Fuat-Özkan) је турска музичка група која изводи поп-рок музику, а уједно и један од најпознатијих и најрадије слушаних бендова у Турској. Име ове групе настало је спајањем иницијала имена њених чланова. MFÖ група данас броји три члана и то су: Mazhar Alanson (певач), Fuat Güner (гитариста) и Özkan Uğur (басиста). Поред тога сто су изванредни певачи, сва тројица су и врсни текстописци. Њихова музика је својеврсна комбинација поп и рок музике са елементима традиционалног турског фолклора. Певачи MFÖ групе имају јединствену вокалну хармонију при певању и њихови гласови имају препознатљив призвук. Мелодија њихових песама је врло привлачна, а речи лако памтиве и дубоко дирљиве.

## Биографија бенда

### Почетак
Историја MFÖ сеже до средине 60-их. 1966. године Фуат Гунер и Мазхар Алансон упознали су се због  плоче групе Beatles-а, а након што су је заједно одслушали, схватили су да могу и они самостално да оформе свој бенд. У почетку су свирали заједно у групи Кајгисизлар, у којој се се својевремено налазио велики број талентованих музичара. Услед пречестих промена поставе у бенду, Гунер и Алансон одлучили су започну соло каријеру и објаве свој први албум. Албум „Türküz Türkü Çağırırız“ објављен је 1974. године под именом бенда Мазхар и Фуат. Тај албум је још увек један од најпоштованијих и најквалитетнијих албума турске ере психоделичне рок музике, а обухватао је и ране верзије MFÖ хитова попут „Güllerin içinden“.

### Промена имена бенда
Певач Озкан Угур се прикључује бенду 1976. године и група мења назив из Мазхар и Фуат у Мазхар-Фуат-Озкан (MFÖ). Десет година након што је Озкан Угур постао члан бенда они објављују своји први соло хит под називом „Ele Güne Karşı Yapayalnız“ и та песма се сматра прекретницом у историји турске музике.

## Репутација бенда
Трио је два пута представљао Турску земљу на фестивалу „Песма Евровизије“ :
1. 1985. у Гетеборгу у Шведској, где су заузели 14. место са песмом Didai Didai Dai
2. 1988. у Даблину у Ирској, извевши песму Sufi и завршили на 15. Месту

MFÖ је учествовао у многим хуманитарним кампањама. Учествовали су у добротворним акцијама посебно оним које су се односиле на уличне животињаме, едукацију и парализу кичмене мождине.

## Дискографија
1. Ele Güne Karşı Yapayalnız (1984)
2. Peki Peki Anladık (1985)
3. Vak The Rock (1986)
4. No Problem (1987)
5. Geldiler (1990)
6. Agannaga Rüşvet (1992)
7. Dönmem Yolumdan (1992)
8. M.V.A.B. (1995)
9. AGU (2006)
10. Ve MFÖ (2011)
11. Kendi Kendine (2017)

У 2003. години објављен је MFÖ албум који је представљао збирку поново снимљених свих  њихових старих песама.